# 에리카 세라
에리카 세라(Erica Cerra, 1979년 10월 31일 ~ )는 캐나다의 배우이다.

## 출연 작품
- 파워레인져스: 더 비기닝